# Hot and high
Hot and High (englisch: heiß und hoch) ist ein Begriff aus der Luftfahrt und wird für zwei unterschiedliche, ungünstige Zustände verwendet:
- Ein Flugplatz hat sowohl eine hohe Lufttemperatur (hot) und gleichzeitig einen größere Höhe (high) über MSL. Beides reduziert die Dichte der Luft. Dadurch ist die Leistung des Antriebes reduziert bei gleichzeitig erhöhter  Mindestgeschwindigkeit des Flugzeuges.
- Flugzeug ist beim Anflug zu schnell (hot) und zu hoch (high) über dem Landflughafen, hat damit noch zu viel Energie abzubauen, um einen stabilisierten Anflug durchzuführen (Coming in hot and high, hot and high approach)

## Geringe Luftdichte
| Temp. {\displaystyle \vartheta } | Dichte @MSL (kg/m³) | Höhe MSL | Dichte @0 °C (kg/m³) |
| -------------------------------- | ------------------- | -------- | -------------------- |
| 0 °C                             | 1,29                | 0 km     | 1,29                 |
| 10 °C                            | 1,25                | 1 km     | 1,15                 |
| 20 °C                            | 1,20                | 2 km     | 1,01                 |
| 30 °C                            | 1,16                | 3 km     | 0,89                 |
| 40 °C                            | 1,13                | 4 km     | 0,79                 |
| 50 °C                            | 1,09                | 5 km     | 0,69                 |

| Luftfeuch- tigkeit | Dichte (kg/m³) | davon O2 (kg/m³, Ma%) |
| ------------------ | -------------- | --------------------- |
| 000 %              | 1,128          | 0,263 (23,3 %)        |
| 100 %              | 1,104          | 0,238 (21,6 %)        |

Hot and High beschreibt hier folgenden Bedingungen:
- hohe Lufttemperaturen
- (möglicherweise auch hohe Luftfeuchtigkeit)
- große Höhe des Flugplatzes über MSL
- (möglicherweise auch ein bestehendes Tiefdruckgebiet)

All diese Bedingungen führen zu einer geringen Luftdichte (Luftfeuchtigkeit zusätzlich zu verringertem Sauerstoffgehalt). Der Einfluss dieser beiden Größen wird gerne in eine Dichtehöhe umgerechnet, die der Höhe bei gleicher Luftdichte und Standardatmosphäre entspricht.
Start und Landung unter solchen Bedingungen stellen für Flugzeuge eine besondere Herausforderung dar, da der Auftrieb, der proportional zur Luftdichte ist, unter sonst gleichen Randbedingungen kleiner ist. Die verfügbare Triebwerksleistung hängt ebenfalls von der Luftdichte ab. Dies kann unter Umständen dazu führen, dass Flugzeuge nicht mit dem sonst zulässigen maximalen Startgewicht (MTOW) starten dürfen oder längere Start- und Landestrecken benötigen. Zu geringe Leistungsreserve für einen ausreichenden Steigflug über naheliegende Hindernisse ist Ursache vieler Unfälle auf Flugplätzen in Bergregionen.
Insbesondere Hubschrauber sind durch diese Bedingungen in ihrer Flugleistung begrenzt. Während Flugzeuge dünne Luft im Reiseflug durch entsprechend höhere Geschwindigkeiten kompensieren können, müssen Hubschrauber diesen Effekt durch eine höhere (Dauer-)Triebwerksleistung ausgleichen. Auch bei Hubschraubern verringert sich die Zuladung durch derartige Bedingungen. Außerdem kann der Heckrotor an seine Leistungsgrenze kommen, was einen stationären Schwebeflug ab einer bestimmten Höhe verhindert.
Hot-and-High-Versuche sind fester Bestandteil der Flugerprobung neuer Flugzeugtypen. Zu diesem Zweck häufig angeflogene Flugplätze sind:
- Bole International Airport in Addis Abeba (2334 m über MSL, mittl. Tagesmaximum bis 25 °C)
- Flughafen Bogotá (2548 m über MSL, mittl. Tagesmaximum bis 16 °C)
- Flughafen El Alto in La Paz (4061 m über MSL, mittl. Tagesmaximum bis 19 °C)
- Flughafen Phoenix (335 m über MSL, mittl. Tagesmaximum bis 41 °C, besondere Klimabedingungen)
- Aeropuerto Internacional Mariscal Sucre in Quito (2411 m über MSL, mittl. Tagesmaximum bis 19 °C)

## Zu steiler und schneller Anflug
| Höhe über Airport          | pot. Energie (kJ/kg)       | Ge- schwin- digkeit        | kin. Energie (kJ/kg) |
| -------------------------- | -------------------------- | -------------------------- | -------------------- |
| 00.000 ft                  | 00,0                       | 100 kn                     | 1,3                  |
| 02.000 ft                  | 06,0                       | 125 kn                     | 2,1                  |
| 04.000 ft                  | 12,0                       | 150 kn                     | 3,0                  |
| 06.000 ft                  | 17,9                       | 175 kn                     | 4,1                  |
| 08.000 ft                  | 23,9                       | 200 kn                     | 5,3                  |
| 10.000 ft                  | 29,9                       | 225 kn                     | 6,7                  |
| 12.000 ft                  | 35,9                       | 250 kn                     | 8,3                  |
| Vollbremsung aus 125 km/h: | Vollbremsung aus 125 km/h: | Vollbremsung aus 125 km/h: | 0,6                  |

Der Begriff "Hot and High" wird außerdem gern für einen zu spät eingeleiteten Landeanflug verwendet, bei dem das Flugzeug Probleme hat, seine Energiebilanz für die Landung abzubauen.
Bedingungen:
- Flugzeug ist zu schnell in dieser Phase des Landeanfluges
- ... insbesondere, wenn verbunden mit Rückenwind
- Flugzeug ist zusätzlich noch zu hoch

Was kann getan werden:
- Speedbrakes/Spoiler zeitiger ausfahren
- Triebwerkleistung reduzieren
- Fahrwerk zeitiger ausfahren
- Flaps zeitiger setzen – erst nach Geschwindigkeitsreduktion, um Strukturschutz zu gewährleisten.
- Sinkrate erhöhen – ggf. steilerer Sinkflug
- Holding Pattern oder Vectors vom ATC, die den Gleitpfad verlängern
- Go-Around erwägen – wenn Stabilisierung vor Minimums nicht möglich ist